# Championnat de France de rugby à XV 1921-1922
Navigation
1920-1921 1922-1923
La 26e édition du championnat de France de rugby à XV de première série de la FFR 1921-1922  est remporté par le Stade toulousain face à l'Aviron bayonnais.
Il s'agit du second bouclier de Brennus des rouges et noirs dix ans après celui de 1912.

## Contexte

### En Europe
Le pays de Galles remporte le Tournoi des cinq nations ; la France est dernière, cuillère de bois.

### En France
Le Championnat de France de 2e série est gagné par l'AS Soustons vainquant le SO Avignon à Dax (8-3).
Le Championnat de France de 3° série est attribué au Toulouse OEC en vainquant l'US Perpignan (3-0) à Toulouse après prolongations.
Le Championnat de France de 4° série est décerné à La Pédale vellavienne contre le GS figeacois au Puy-en-Velay (6-0).
Le Championnat de France de 5e série est remporté par le France sport de Toulouse contre le RC de Pézillat-la-Rivière à Perpignan (5-3).

## Les Participants
C'est 64 clubs qui concourent pour le Championnat de France cette année. Les qualifications dépendent du classement des championnats régionaux ; cependant, leur nombres de qualifiés par comités est inégale.
La Côte Basque voit 6 de ses clubs qualifiés ; la Côte d'Argent, le Languedoc, Paris, le Périgord-Agenais et les Pyrénées envoie 5 écuries et les autres varient entre 3, 2 et certains seulement leur champions.

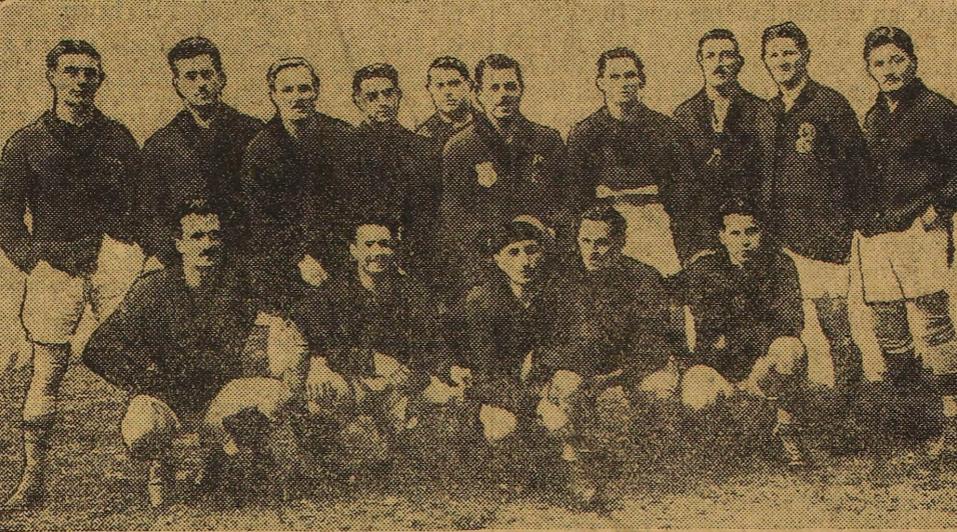
Photographie du Stade toulousain, champion de France 1922

Voici les équipes engagé pour l'exercice 1921-1922 :
(On note que qu'ils sont classés par comités et en fonction de leur position de classement dans leur championnat régional).
| Comité           | Clubs                     |                  | Comité                 | Clubs |
| Alpes            | FC Grenoble Ch            | Haute-Normandie  | Beauvoisine FC Ch      |       |
| Alpes            | Valence sportif           | Haute-Normandie  | Le Havre AC            |       |
| Alpes            | US romanaise et péageoise | Languedoc        | AS Béziers Ch          |       |
| Alsace           | AS Strasbourg Ch          | Languedoc        | RC Narbonne            |       |
| Armagnac-Bigorre | Stadoceste tarbais Ch     | Languedoc        | FC Lézignan            |       |
| Armagnac-Bigorre | FC Lourdes                | Languedoc        | US Perpignan T         |       |
| Armagnac-Bigorre | Stade bagnérais           | Languedoc        | AS Carcassonne         |       |
| Atlantique       | Stade nantais UC Ch       | Limousin         | SAU Limoges            |       |
| Atlantique       | VS nantais                | Limousin         | CA Brive               |       |
| Beauce et Maine  | US du Berry Ch            | Littoral         | RC Toulon Ch           |       |
| Beauce et Maine  | VS chartrain              | Littoral         | Olympique de Marseille |       |
| Bourgogne        | RC Chalon Ch              | Lorraine         | SU lorrain Ch          |       |
| Bourgogne        | RC Bourguignon            | Lyonnais         | FC Saint-Claude Ch     |       |
| Bourgogne        | Évreux AC                 | Lyonnais         | CS Oyonnax             |       |
| Centre           | CAS Clermont Ch           | Lyonnais         | Amicale des Charpennes |       |
| Centre           | Stade aurillacois         | Nord             | Olympique lillois Ch   |       |
| Charentes        | US Cognac Ch              | Périgord-Agenais | CA Périgueux Ch        |       |
| Charentes        | AS rochefortoise          | Périgord-Agenais | US Bergerac            |       |
| Charentes        | SC Angoulême              | Périgord-Agenais | SU Agen                |       |
| Côte Basque      | Biarritz olympique Ch     | Périgord-Agenais | Cadets de Gascogne     |       |
| Côte Basque      | US Dax                    | Paris            | Stade français Ch      |       |
| Côte Basque      | Aviron bayonnais          | Paris            | CASG                   |       |
| Côte Basque      | AS bayonnaise             | Paris            | Olympique de Paris     |       |
| Côte Basque      | Boucau stade              | Paris            | SCUF                   |       |
| Côte Basque      | Section paloise           | Paris            | Racing club de France  |       |
| Côte d'Argent    | Stade bordelais UC Ch     | Picardie         | RC Compiègne Ch        |       |
| Côte d'Argent    | SA bordelais              | Pyrénées         | Stade toulousain Ch    |       |
| Côte d'Argent    | CA béglais                | Pyrénées         | Toulouse OEC           |       |
| Côte d'Argent    | US testerine              | Pyrénées         | Stade saint-gaudinois  |       |
| Côte d'Argent    | Bordeaux EC               | Pyrénées         | Saint-Girons SC        |       |
| Franche-Comté    | US belfortaine Ch         | Pyrénées         | US Montauban           |       |
| Franche-Comté    | US troyenne               | Touraine         | Stade poitevin Ch      |       |

Ch : Champion régional.
T : Tenant du titre de Champion de France 1921.

## Éliminatoires

### Premier tour
Le championnat de France débute le 25 décembre 1921 par un premier tour éliminatoire.
Deux rencontres sont disputées le week-end suivant de par des résultats nuls. Trois matchs ont été donné vainqueur par forfait.
| Date             | Club (domicile)           | Score      | Club (extérieur)          | Lieu                                          |
| ---------------- | ------------------------- | ---------- | ------------------------- | --------------------------------------------- |
| 25 décembre 1921 | Le Havre AC               | 0 - 3      | Section paloise           | Terrain de Sanvic, Le Havre                   |
| 25 décembre 1921 | Amicale des Charpennes    | 0 - 27     | Aviron bayonnais          | ?, Lyon                                       |
| 25 décembre 1921 | Olympique de Marseille    | 3 - 8      | RC Narbonne               | Terrain de l'avenue du parc Borély, Marseille |
| 25 décembre 1921 | SC Angoulême              | 15 - 0     | Beauvoisine FC            | ?, Angoulême                                  |
| 25 décembre 1921 | Bordeaux EC               | 0 - 3      | AS bayonnaise             | Terrain du BEC, Grandignan                    |
| 25 décembre 1921 | Cadets de Gascogne        | 5 - 3      | US Cognac                 | ?, Casteljaloux                               |
| 25 décembre 1921 | CAS Clermont              | 3 - 0      | US testerine              | Stade municipal, Clermont-Ferrand             |
| 25 décembre 1921 | RC Chalon                 | 6 - 0      | SAU Limoges               | ?, Chalon-sur-Saône                           |
| 25 décembre 1921 | RC Bourguignon            | 0 - 3      | SCUF                      | ?, Dijon                                      |
| 25 décembre 1921 | FC Lézignan               | 6 - 0      | Stade bagnérais           | Stade du Moulin, Lézignan-Corbières           |
| 25 décembre 1921 | US Montauban              | 3 - 3 a.p. | Boucau stade              | Parc des sports de Sapiac, Montauban          |
| 25 décembre 1921 | SU lorrain                | 0 - 37     | Olympique de Paris        | ?, Nancy                                      |
| 25 décembre 1921 | VS nantais                | 0 - 12     | Saint-Girons SC           | ?, Nantes                                     |
| 25 décembre 1921 | US romanaise et péageoise | 0 - 0 a.p. | CA Brive                  | ?, Roman-sur-Isère                            |
| 25 décembre 1921 | US troyenne               | 3 - 6      | VS chartrain              | ?, Troyes                                     |
| 25 décembre 1921 | RC Compiègne              | 0 - 5      | Stade français            | ?, Compiègne                                  |
| 25 décembre 1921 | SA rochefortoise          | 5 - 6      | Stade bordelais UC        | ?, Rochefort                                  |
| 25 décembre 1921 | Valence sportif           | 3 - 5      | RC Toulon                 | ?, Valence                                    |
| 25 décembre 1921 | FC Saint-Claude           | 0 - 3      | Stade saint-gaudinois     | ?, Saint-Claude                               |
| 25 décembre 1921 | Stade aurillacois         | 0 - 8      | Stade poitevin            | ?, Aurillac                                   |
| 25 décembre 1921 | CS Oyonnax                | 0 - 18     | AS Carcassonne            | ?, Oyonnax                                    |
| 25 décembre 1921 | US Bergerac               | Forfait    | US du Berry               | ?                                             |
| 25 décembre 1921 | US belfortaine            | Forfait    | AS Strasbourg             | ?                                             |
| 25 décembre 1921 | Évreux AC                 | Forfait    | Olympique lillois         | ?                                             |
| 1re janvier 1922 | Boucau stade              | 8 - 3      | US Montauban              | ?, Le Boucau                                  |
| 1re janvier 1922 | CA Brive                  | 14 - 0     | US romanaise et péageoise | Stade de Lascamps, Brive-la-Gaillarde         |

### Second tour
Les vainqueurs sont qualifiés pour les poules de trois. Les vaincus disputent un tour de repêchage.
| Date            | Club (domicile)       | Score      | Club (extérieur)      | Lieu                                  |
| --------------- | --------------------- | ---------- | --------------------- | ------------------------------------- |
| 8 janvier 1922  | Olympique de Paris    | 3 - 5      | FC Grenoble           | Stade Bergeyre, Paris                 |
| 8 janvier 1922  | SCUF                  | 0 - 3      | FC Lourdes            | Stade de Colombes, Colombes           |
| 8 janvier 1922  | Stade français        | 3 - 14     | Stade bordelais UC    | Vélodrome du parc des Princes, Paris  |
| 8 janvier 1922  | Aviron bayonnais      | 3 - 0      | AS Béziers            | Stade de Hardoy, Anglet               |
| 8 janvier 1922  | CAS Clermont          | 0 - 13     | AS Carcassonne        | Stade municipal, Clermont-Ferrand     |
| 8 janvier 1922  | Stade poitevin        | 0 - 19     | Biarritz olympique    | Terrain de la Pierre-Levée, Poitiers  |
| 8 janvier 1922  | Stade saint-gaudinois | 3 - 6      | SU Agen               | Stade du lac de Sède, Saint-Gaudens   |
| 8 janvier 1922  | US Bergerac           | 3 - 11     | US Dax                | ?, Bergerac                           |
| 8 janvier 1922  | VS chartrain          | 0 - 69     | US Perpignan T        | ?, Chartres                           |
| 8 janvier 1922  | RC Narbonne           | 8 - 0      | AS bayonnaise         | Stade Maraussan, Narbonne             |
| 8 janvier 1922  | Boucau stade          | 11 - 0     | Stade nantais UC      | ?, Le Boucau                          |
| 8 janvier 1922  | FC Lézignan           | 12 - 0     | RC Chalon             | ?, Lézignan-Corbières                 |
| 8 janvier 1922  | Évreux AC             | 0 - 17     | Racing club de France | ?, Évreux                             |
| 8 janvier 1922  | RC Toulon             | 13 - 3     | CA Périgueux          | Stade Félix-Mayol, Toulon             |
| 8 janvier 1922  | Section paloise       | 6 - 0      | CA béglais            | Stade de la Croix-du-Prince, Pau      |
| 8 janvier 1922  | SC Angoulême          | 0 - 6      | CASG                  | ?, Angoulême                          |
| 8 janvier 1922  | Saint-Girons SC       | 5 - 3      | SA Bordeaux           | Stade du Luc, Saint-Girons            |
| 8 janvier 1922  | Cadets de Gascogne    | 0 - 16     | Stade toulousain      | ?, Casteljaloux                       |
| 8 janvier 1922  | CA Brive              | 0 - 0 a.p. | Toulouse OEC          | Stade de Lascamps, Brive-la-Gaillarde |
| 15 janvier 1922 | Toulouse OEC          | 6 - 0      | CA Brive              | Parc des sports, Toulouse             |
| 15 janvier 1922 | US belfortaine        | 0 - 61     | Stadoceste tarbais    | ?, Belfort                            |

### Repêchages
Les vainqueurs sont qualifiés pour les poules de trois. A noter que Belfort a déclaré forfait pour son match de repêche.
| Date            | Club (domicile)       | Score   | Club (extérieur)   | Lieu                                   |
| --------------- | --------------------- | ------- | ------------------ | -------------------------------------- |
| 15 janvier 1922 | CA Périgueux          | 9 - 3   | CA béglais         | Parc des Izards, Périgueux             |
| 15 janvier 1922 | Stade nantais UC      | 14 - 3  | SCUF               | Parc des sports, Nantes                |
| 15 janvier 1922 | Stade saint-gaudinois | 13 - 3  | Stade poitevin     | Stade du lac de Sède, Saint-Gaudens    |
| 15 janvier 1922 | Cadets de Gascogne    | 6 - 0   | CAS Clermont       | Stade de Lascamps, Brive-la-Gaillarde  |
| 15 janvier 1922 | RC Chalon             | 14 - 0  | Évreux AC          | ?, Chalon-sur-Saône                    |
| 15 janvier 1922 | VS chartrain          | 0 - 41  | Stade français     | ?, Chartres                            |
| 15 janvier 1922 | SA Bordeaux           | 7 - 0   | SC Angoulême       | Stadium, Bordeaux                      |
| 15 janvier 1922 | Olympique de Paris    | Reporté | US Bergerac        | Stade Bergeyre, Paris                  |
| 22 janvier 1922 | AS Béziers            | 28 - 0  | CA Brive           | Parc des sports de Sauclières, Béziers |
| 22 janvier 1922 | US Bergerac           | 14 - 0  | Olympique de Paris | ?, Bergerac                            |
| 22 janvier 1922 | AS Bayonne            | Forfait | US belfortaine     | ?, Bayonne                             |

## Poules de 3
Les trente clubs qualifiés sont répartis en dix poules de trois qui se joueront en match secs. Les dix vainqueurs seront qualifiés pour les poules de 5. Cette phase se déroulent du 22 janvier au 5 février 1922.

### Poule A
| N° | Club             | Pts | J | G | N | D | Pm. | Pc. | Diff. |
| -- | ---------------- | --- | - | - | - | - | --- | --- | ----- |
| 1  | US Perpignan T   | 6   | 2 | 2 | 0 | 0 | 24  | 3   | 21    |
| 2  | Toulouse OEC     | 4   | 2 | 1 | 0 | 1 | 5   | 21  | -16   |
| 3  | Stade nantais UC | 2   | 2 | 0 | 0 | 2 | 6   | 11  | -5    |

Victoire : 3 pts. / Nul : 2 pts. / Défaite : 1 pt.

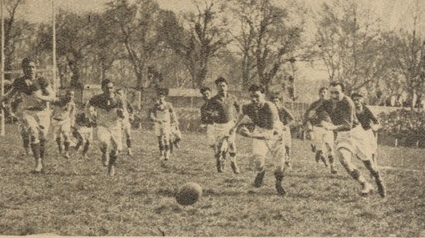
Stade toulousain - Biarritz olympique

| Date            | Club (domicile)  | Score  | Club (extérieur) | Lieu                                  |
| --------------- | ---------------- | ------ | ---------------- | ------------------------------------- |
| 22 janvier 1922 | US Perpignan T   | 18 - 0 | Toulouse OEC     | Stade de la route de Thuir, Perpignan |
| 29 janvier 1922 | Toulouse OEC     | 5 - 3  | Stade nantais UC | Parc des sports, Toulouse             |
| 5 février 1922  | Stade nantais UC | 3 - 6  | US Perpignan T   | Parc des sports, Nantes               |

### Poule B
| N° | Club             | Pts | J | G | N | D | Pm. | Pc. | Diff. |
| -- | ---------------- | --- | - | - | - | - | --- | --- | ----- |
| 1  | Stade toulousain | 6   | 2 | 2 | 0 | 0 | 38  | 0   | 38    |
| 2  | Boucau stade     | 4   | 2 | 1 | 0 | 1 | 7   | 22  | -15   |
| 3  | RC Chalon        | 2   | 2 | 0 | 0 | 2 | 0   | 23  | -23   |

Victoire : 3 pts. / Nul : 2 pts. / Défaite : 1 pt.

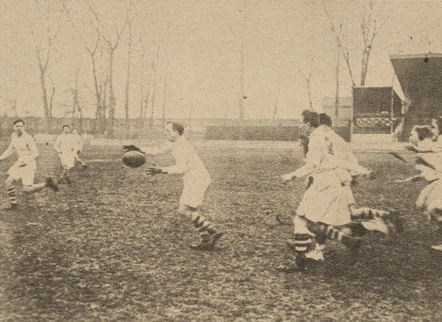
Racing CF - SU Agen, le ballon récupéré par Marcel Reichel.

| Date            | Club (domicile)  | Score  | Club (extérieur) | Lieu                              |
| --------------- | ---------------- | ------ | ---------------- | --------------------------------- |
| 22 janvier 1922 | Stade toulousain | 22 - 0 | Boucau stade     | Stade des Ponts-Jumeaux, Toulouse |
| 29 janvier 1922 | Boucau stade     | 7 - 0  | RC Chalon        | ?, Le Boucau                      |
| 5 février 1922  | RC Chalon        | 0 - 16 | Stade toulousain | ?, Chalon-sur-Saône               |

### Poule C
| N° | Club                  | Pts | J | G | N | D | Pm. | Pc. | Diff. |
| -- | --------------------- | --- | - | - | - | - | --- | --- | ----- |
| 1  | Racing club de France | 6   | 2 | 2 | 0 | 0 | 32  | 8   | 24    |
| 2  | SA Bordeaux           | 4   | 2 | 1 | 0 | 1 | 3   | 3   | 0     |
| 3  | SU Agen               | 2   | 2 | 0 | 0 | 2 | 8   | 32  | -24   |

Victoire : 3 pts. / Nul : 2 pts. / Défaite : 1 pt.
| Date            | Club (domicile)       | Score  | Club (extérieur)      | Lieu                        |
| --------------- | --------------------- | ------ | --------------------- | --------------------------- |
| 22 janvier 1922 | Racing club de France | 29 - 8 | SU Agen               | Stade de Colombes, Colombes |
| 29 janvier 1922 | SU Agen               | 0 - 3  | SA Bordeaux           | Stade Alfred-Armandie, Agen |
| 5 février 1922  | SA Bordeaux           | 0 - 3  | Racing club de France | Stadium, Bordeaux           |

### Poule D
| N° | Club                  | Pts | J | G | N | D | Pm. | Pc. | Diff. |
| -- | --------------------- | --- | - | - | - | - | --- | --- | ----- |
| 1  | Biarritz olympique    | 6   | 2 | 2 | 0 | 0 | 23  | 5   | 18    |
| 2  | Stade saint-gaudinois | 3   | 2 | 0 | 1 | 1 | 0   | 3   | -3    |
| 3  | FC Lézignan           | 3   | 2 | 0 | 1 | 1 | 5   | 20  | -25   |

Victoire : 3 pts. / Nul : 2 pts. / Défaite : 1 pt.
| Date            | Club (domicile)       | Score  | Club (extérieur)      | Lieu                                    |
| --------------- | --------------------- | ------ | --------------------- | --------------------------------------- |
| 22 janvier 1922 | Biarritz olympique    | 20 - 5 | FC Lézignan           | Parc des sports de l'Aguilera, Biarritz |
| 29 janvier 1922 | FC Lézignan           | 0 - 0  | Stade saint-gaudinois | Stade du Moulin, Lézignan-Corbières     |
| 5 février 1922  | Stade saint-gaudinois | 0 - 3  | Biarritz olympique    | Stade du lac de Sède, Saint-Gaudens     |

### Poule E
| N° | Club            | Pts | J | G | N | D | Pm. | Pc. | Diff. |
| -- | --------------- | --- | - | - | - | - | --- | --- | ----- |
| 1  | US Dax          | 6   | 2 | 2 | 0 | 0 | 34  | 6   | 28    |
| 2  | Saint-Girons SC | 4   | 2 | 1 | 0 | 1 | 5   | 21  | -16   |
| 3  | US Bergerac     | 2   | 2 | 0 | 0 | 2 | 6   | 18  | -12   |

Victoire : 3 pts. / Nul : 2 pts. / Défaite : 1 pt.

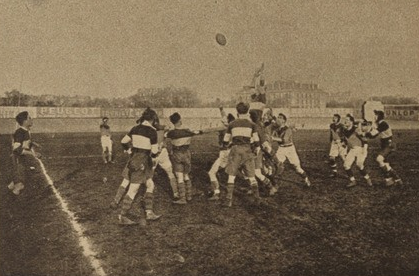
Stade français - FC Grenoble, une touche.

| Date            | Club (domicile) | Score  | Club (extérieur) | Lieu                       |
| --------------- | --------------- | ------ | ---------------- | -------------------------- |
| 22 janvier 1922 | US Dax          | 21 - 0 | Saint-Girons SC  | Stade Maurice-Boyau, Dax   |
| 29 janvier 1922 | Saint-Girons SC | 5 - 0  | US Bergerac      | Stade du Luc, Saint-Girons |
| 5 février 1922  | US Bergerac     | 6 - 13 | US Dax           | ?, Bergerac                |

### Poule F
| N° | Club           | Pts | J | G | N | D | Pm. | Pc. | Diff. |
| -- | -------------- | --- | - | - | - | - | --- | --- | ----- |
| 1  | FC Grenoble    | 6   | 2 | 2 | 0 | 0 | 11  | 0   | 11    |
| 2  | Stade français | 4   | 2 | 1 | 0 | 1 | 8   | 14  | -6    |
| 3  | RC Narbonne    | 2   | 2 | 0 | 0 | 2 | 3   | 8   | -5    |

Victoire : 3 pts. / Nul : 2 pts. / Défaite : 1 pt.
| Date            | Club (domicile) | Score   | Club (extérieur) | Lieu                                      |
| --------------- | --------------- | ------- | ---------------- | ----------------------------------------- |
| 22 janvier 1922 | FC Grenoble     | Forfait | RC Narbonne      | Parc des sports de Lesdiguières, Grenoble |
| 29 janvier 1922 | RC Narbonne     | 3 - 8   | Stade français   | Stade Maraussan, Narbonne                 |
| 5 février 1922  | Stade français  | 0 - 11  | FC Grenoble      | Vélodrome du parc des Princes, Paris      |

Grenoble vainqueur par forfait, Narbonne, mécontent de l'arbitre désigné, ayant refusé de jouer.

### Poule G
| N° | Club               | Pts | J | G | N | D | Pm. | Pc. | Diff. |
| -- | ------------------ | --- | - | - | - | - | --- | --- | ----- |
| 1  | AS Carcassonne     | 6   | 2 | 2 | 0 | 0 | 9   | 0   | 9     |
| 2  | Stade bordelais UC | 4   | 2 | 1 | 0 | 1 | 16  | 0   | 16    |
| 3  | AS bayonnaise      | 2   | 2 | 0 | 0 | 2 | 0   | 22  | -22   |

Victoire : 3 pts. / Nul : 2 pts. / Défaite : 1 pt.
| Date            | Club (domicile)    | Score  | Club (extérieur)   | Lieu                               |
| --------------- | ------------------ | ------ | ------------------ | ---------------------------------- |
| 22 janvier 1922 | AS Carcassonne     | 3 - 0  | Stade bordelais UC | Stade de la Pépinière, Carcassonne |
| 29 janvier 1922 | Stade bordelais UC | 16 - 0 | AS bayonnaise      | Stade Sainte-Germaine, Le Bouscat  |
| 5 février 1922  | AS bayonnaise      | 0 - 6  | AS Carcassonne     | ?, Bayonne                         |

### Poule H
| N° | Club               | Pts | J | G | N | D | Pm. | Pc. | Diff. |
| -- | ------------------ | --- | - | - | - | - | --- | --- | ----- |
| 1  | Aviron bayonnais   | 6   | 2 | 2 | 0 | 0 | 36  | 8   | 28    |
| 2  | RC Toulon          | 4   | 2 | 1 | 0 | 1 | 15  | 6   | 9     |
| 3  | Cadets de Gascogne | 2   | 2 | 0 | 0 | 2 | 8   | 48  | -40   |

Victoire : 3 pts. / Nul : 2 pts. / Défaite : 1 pt.
| Date            | Club (domicile)    | Score  | Club (extérieur)   | Lieu                      |
| --------------- | ------------------ | ------ | ------------------ | ------------------------- |
| 22 janvier 1922 | Aviron bayonnais   | 6 - 0  | RC Toulon          | Stade de Hardoy, Anglet   |
| 29 janvier 1922 | RC Toulon          | 15 - 0 | Cadets de Gascogne | Stade Félix-Mayol, Toulon |
| 5 février 1922  | Cadets de Gascogne | 8 - 33 | Aviron bayonnais   | ?, Casteljaloux           |

### Poule I
| N° | Club         | Pts | J | G | N | D | Pm. | Pc. | Diff. |
| -- | ------------ | --- | - | - | - | - | --- | --- | ----- |
| 1  | FC Lourdes   | 6   | 2 | 2 | 0 | 0 | 32  | 13  | 19    |
| 2  | CA Périgueux | 4   | 2 | 1 | 0 | 1 | 13  | 16  | -3    |
| 3  | CASG         | 2   | 2 | 0 | 0 | 2 | 3   | 19  | -16   |

Victoire : 3 pts. / Nul : 2 pts. / Défaite : 1 pt.
| Date            | Club (domicile) | Score   | Club (extérieur) | Lieu                       |
| --------------- | --------------- | ------- | ---------------- | -------------------------- |
| 22 janvier 1922 | CASG            | 3 - 16  | FC Lourdes       | Stade Pershing, Paris      |
| 29 janvier 1922 | FC Lourdes      | 16 - 10 | CA Périgueux     | ?, Lourdes                 |
| 5 février 1922  | CA Périgueux    | 3 - 0   | CASG             | Parc des Izards, Périgueux |

### Poule J
| N° | Club               | Pts | J | G | N | D | Pm. | Pc. | Diff. |
| -- | ------------------ | --- | - | - | - | - | --- | --- | ----- |
| 1  | AS Béziers         | 8   | 3 | 2 | 1 | 0 | 16  | 3   | 13    |
| 2  | Stadoceste tarbais | 5   | 3 | 1 | 1 | 1 | 13  | 3   | 10    |
| 3  | Section paloise    | 2   | 2 | 0 | 0 | 2 | 3   | 26  | -23   |

Victoire : 3 pts. / Nul : 2 pts. / Défaite : 1 pt.
| Date            | Club (domicile)    | Score  | Club (extérieur)   | Lieu                                   |
| --------------- | ------------------ | ------ | ------------------ | -------------------------------------- |
| 22 janvier 1922 | Stadoceste tarbais | 13 - 0 | Section paloise    | Parc des sports de Sarouilles, Séméac  |
| 29 janvier 1922 | Section paloise    | 3 - 13 | AS Béziers         | Stade de la Croix-du-Prince, Pau       |
| 5 février 1922  | AS Béziers         | 0 - 0  | Stadoceste tarbais | Parc des sports de Sauclières, Béziers |

Il y a une égalité de points dans le classement de la poule J. Béziers et Tarbes sont à 5 points et un match de départage a lieu pour savoir le qualifié pour la phase suivante :
| Date            | Club (domicile) | Score | Club (extérieur)   | Lieu                              |
| --------------- | --------------- | ----- | ------------------ | --------------------------------- |
| 12 février 1922 | AS Béziers      | 3 - 0 | Stadoceste tarbais | Stade des Ponts-Jumeaux, Toulouse |

## Poules de 5
Du 19 février au 3 avril 1922 se déroule la phase des poules de cinq, les premiers des deux poules sont qualifiés pour la finale du Championnat.

### Poule A
| N° | Club             | Pts | J | G | N | D | Pm. | Pc. | Diff. |
| -- | ---------------- | --- | - | - | - | - | --- | --- | ----- |
| 1  | Aviron bayonnais | 11  | 4 | 3 | 1 | 0 | 48  | 10  | 38    |
| 2  | US Perpignan T   | 10  | 4 | 2 | 2 | 0 | 26  | 17  | 9     |
| 3  | FC Lourdes       | 8   | 4 | 2 | 0 | 2 | 20  | 12  | 8     |
| 4  | US Dax           | 7   | 4 | 1 | 1 | 2 | 30  | 41  | -11   |
| 5  | FC Grenoble      | 4   | 4 | 0 | 0 | 4 | 23  | 55  | -32   |

Victoire : 3 pts. / Nul : 2 pts. / Défaite : 1 pt.
| Date            | Club (domicile)  | Score  | Club (extérieur) | Lieu                                      |
| --------------- | ---------------- | ------ | ---------------- | ----------------------------------------- |
| 19 février 1922 | FC Grenoble      | 8 - 14 | US Perpignan T   | Parc des sports de Lesdiguières, Grenoble |
| 19 février 1922 | US Dax           | 0 - 10 | FC Lourdes       | Stade Maurice-Boyau, Dax                  |
| 5 mars 1922     | US Perpignan T   | 3 - 3  | Aviron bayonnais | Stade de la route de Thuir, Perpignan     |
| 5 mars 1922     | US Dax           | 23 - 6 | FC Grenoble      | Stade Maurice-Boyau, Dax                  |
| 12 mars 1922    | Aviron bayonnais | 22 - 4 | US Dax           | Stade de Hardoy, Anglet                   |
| 12 mars 1922    | FC Grenoble      | 6 - 7  | FC Lourdes       | Parc des sports de Lesdiguières, Grenoble |
| 19 mars 1922    | FC Lourdes       | 0 - 12 | Aviron bayonnais | ?, Lourdes                                |
| 19 mars 1922    | US Dax           | 3 - 3  | US Perpignan T   | Stade Maurice-Boyau, Dax                  |
| 3 avril 1922    | Aviron bayonnais | 11 - 3 | FC Grenoble      | Stade de Hardoy, Anglet                   |
| 3 avril 1922    | US Perpignan T   | 6 - 3  | FC Lourdes       | Stade de la route de Thuir, Perpignan     |

### Poule B
| N° | Club               | Pts | J | G | N | D | Pm. | Pc. | Diff. |
| -- | ------------------ | --- | - | - | - | - | --- | --- | ----- |
| 1  | Stade toulousain   | 12  | 4 | 4 | 0 | 0 | 31  | 0   | 31    |
| 2  | Biarritz olympique | 9   | 4 | 2 | 1 | 1 | 24  | 15  | 9     |
| 3  | Racing CF          | 9   | 4 | 2 | 1 | 1 | 11  | 13  | -2    |
| 4  | AS Béziers         | 6   | 4 | 1 | 0 | 3 | 11  | 21  | -10   |
| 5  | AS Carcassonne     | 4   | 4 | 0 | 0 | 4 | 6   | 34  | -28   |

Victoire : 3 pts. / Nul : 2 pts. / Défaite : 1 pt.
| Date            | Club (domicile)       | Score  | Club (extérieur)      | Lieu                                    |
| --------------- | --------------------- | ------ | --------------------- | --------------------------------------- |
| 19 février 1922 | AS Carcassonne        | 0 - 7  | Stade toulousain      | Stade de la Pépinière, Carcassonne      |
| 19 février 1922 | Biarritz olympique    | 3 - 3  | Racing club de France | Parc des sports de l'Aguilera, Biarritz |
| 5 mars 1922     | Stade toulousain      | 5 - 0  | AS Béziers            | Stade des Ponts-Jumeaux, Toulouse       |
| 5 mars 1922     | Racing club de France | 3 - 0  | AS Carcassonne        | Stade de Colombes, Colombes             |
| 12 mars 1922    | AS Béziers            | 0 - 5  | Racing club de France | Parc des sports de Sauclières, Béziers  |
| 12 mars 1922    | AS Carcassonne        | 3 - 13 | Biarritz olympique    | Stade de la Pépinière, Carcassonne      |
| 19 mars 1922    | Racing club de France | 0 - 10 | Stade toulousain      | Stade de Colombes, Colombes             |
| 19 mars 1922    | Biarritz olympique    | 8 - 0  | AS Béziers            | Parc des sports de l'Aguilera, Biarritz |
| 2 avril 1922    | Stade toulousain      | 9 - 0  | Biarritz olympique    | Stade des Ponts-Jumeaux, Toulouse       |
| 2 avril 1922    | AS Béziers            | 11 - 3 | AS Carcassonne        | Parc des sports de Sauclières, Béziers  |

## Finale

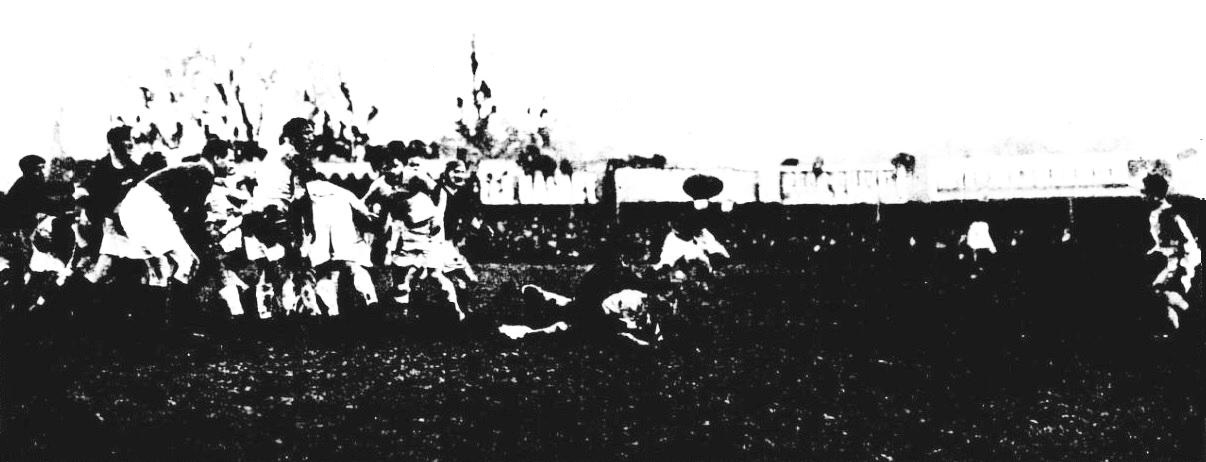
Serratte réussit à passer le ballon à Billac en sortie de mêlée, malgré Struxiano en finale.

La finale de 1922 voit une audience de 20 000 personnes afin d'assister au match ultime du Championnat entre Toulouse et Bayonne. Outre cet engouement général, le soleil est timide et lors du coup d'envoi, la pluie se joint à la partie. Le jeu au pied est essentiel pour faire avancer en profondeur le jeu et les deux équipes attaquent l'une après l'autre.
Après une mêlée à 10 mètres de la ligne d'en but, Struxiano attaque sur le côté fermé et passe la balle à Jauréguy qui perce la défense mais la redonne à Galau qui aplatit l'essai qui sera manqué pour la transformation. Tout de suite, les bayonnais répondent au coup d'envoi et sont en passe d'inscrire un essai sauvé par la défense de Chilo à 2 mètres de la ligne. Il dégage le ballon hors de son camp. L'avantage est pour Bayonne qui essaye de faire craquer les toulousains en vain. Beaucoup de fautes de placement permettent à l'Aviron de menacer les lignes des rouges et noirs dans cette première période.
Lors du deuxième acte, la pluie s'est arrêtée pendant que les rugbymen reprennent le jeu. Comme la fin de la première mi-temps, les bleus et blancs reprennent l'offensive et tentent de remonter le score. Néanmoins, suite à une faute dans les 25 bayonnais, une pénalité est tenté par le capitaine toulousain qui augmente de trois points le compteur. Pourtant courageux face à une défense valeureuse, Bayonne chute et ne parvient pas à renverser le cour de cette finale, le titre est pour Toulouse. 
| Finale 23 avril 1922 15h | Stade toulousain                                                 | 6 - 0 (3 - 0) | Aviron bayonnais | Stade Sainte-Germaine, Le Bouscat 20 000 spectateurs Arbitre : Gilbert Brutus |
| Finale 23 avril 1922 15h | Essai(s) : (1) Henri Gallau Pénalité(s) : (1) Philippe Struxiano |               |                  | Stade Sainte-Germaine, Le Bouscat 20 000 spectateurs Arbitre : Gilbert Brutus |
| Finale 23 avril 1922 15h |                                                                  |               |                  | Stade Sainte-Germaine, Le Bouscat 20 000 spectateurs Arbitre : Gilbert Brutus |

## Autour de la Finale
Le « Struc' », après sa finale perdue l'an passée, est champion de France avec le Stade toulousain pour la seconde fois ! En effet, le capitaine toulousain 1922 était sur la feuille de match lors de la finale de 1912.
André Maury, est né le 31 mai 1898, a joué en équipe Possible-Probable et a disputé la finale perdue de la Coupe de l'Espérance en 1917.
Le ballon de la finale est sponsorisé par « Empire rugby bussey » selon L'Auto.